# 지타 앙로
지타 앙로(Zita Hanrot, 1990년 1월 1일 ~ )는 프랑스의 배우이다. 2020 베를린 영화제 슈팅스타상 공동수상자이다.

## 수상 및 후보
- 2016년 세자르상 여우 신인상(Most Promising Actress) 수상